# Song to a Seagull
| Recensione              | Giudizio        |
| ----------------------- | --------------- |
| AllMusic                | [ 1 ]           |
| Sputnikmusic            | 3.8 (Excellent) |
| Piero Scaruffi          | [ 3 ]           |
| Dizionario del Pop-Rock | [ 4 ]           |
| 24.000 dischi           | [ 5 ]           |

Song to a Seagull è il primo album della cantautrice canadese Joni Mitchell, pubblicato nel marzo del 1968 dalla Reprise Records.

## Il disco
Originaria delle praterie canadesi, nel 1968 Joni Mitchell abitava nelle metropoli statunitensi; per questa ragione decise di dividere le dieci canzoni dell'album in due parti, la prima intitolata I Came to the City (Arrivai in città) e la seconda Out Of the City and Down to the Seaside (Fuori dalla città e giù sino al mare). I brani del lato a erano stati composti quando la folksinger abitava dapprima a Toronto nel quartiere di Yorkville e poi ai margini di New York, nel rione di Chelsea; quelli del lato b si riferiscono al suo rapporto con gli scenari marini una volta insediatasi sulla costa ovest in seguito all’incoraggiamento da parte di David Crosby. Le due sezioni mettevano a paragone i vizi e l'incomunicabilità della vita cittadina con il senso di fuga e di mistero dati dal mare. David Crosby, che nei crediti dell'album appare in veste di produttore, ammise di avere usato troppi microfoni  durante le fasi di registrazione provocando fischi nel master; alla Elektra Records John Haeny, un tecnico del suono, si incaricò di rimuoverli, ma l’audio perse una banda di alte frequenze risultando piatto e smorzato. La carenza tecnica sarebbe stata corretta con la stampa in digitale del CD che ha invece un suono brillante.

## I brani
- I Had a King è una composizione di chiaro stampo autobiografico nella quale dietro ai contorni fiabeschi Joni Mitchell traccia il fallimento del suo matrimonio.[11] Nel testo si avvicendano i rimpianti, e la separazione sentimentale è trattata in toni delicati, diversamente dalla ruvida It's All Over Now, Baby Blue di Bob Dylan.[12] Riprendendo il titolo del brano, Graham Nash avrebbe risposto con la triste I Used to Be a King, inclusa nel suo album del 1971 Songs for Beginners, che rievocava l’intensa relazione amorosa con la cantante canadese.[13]

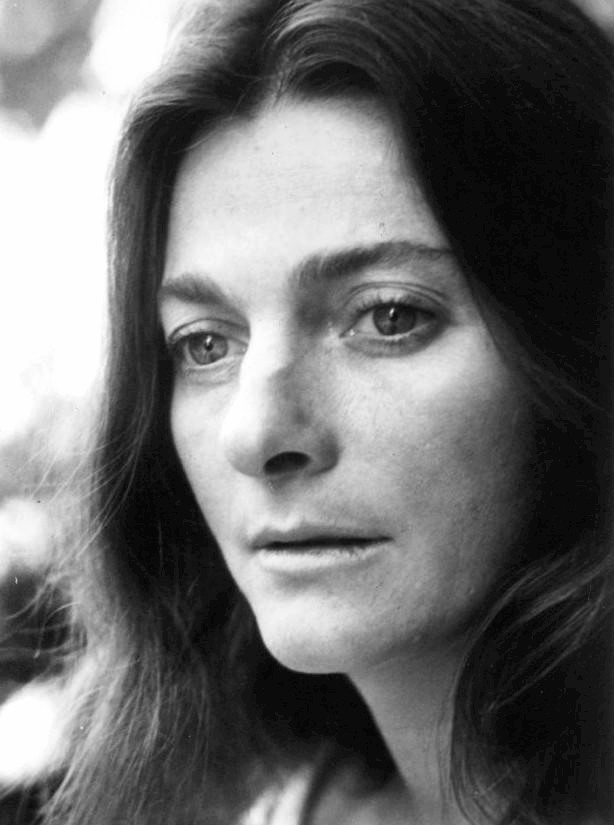
Judy Collins, 1975

- Michael from Mountains fu inciso per la prima volta da Judy Collins nel suo album del 1967 Wildflowers.[14]  Il testo è scritto in seconda persona e i versi sono pertanto coniugati al tempo presente.[15] Il brano fu composto dopo  la relazione fra Joni Mitchell e Michael Durbin;[16] l’anno successivo Ralph McTell pubblicò un album la cui prima traccia, in risposta alla folksinger canadese, si intitolava Michael in the Garden, ma i protagonisti dei due brani sono tra loro profondamente diversi.[17] La canzone venne eseguita al Gaslight South di Miami da una Mitchell esordiente; fra gli spettatori si trovava David Crosby che rimase talmente colpito dall’esecuzione da indurlo a convincere la giovane a trasferirsi con lui in California.[18]

- Night in the City, composta nel 1966 come inno al paesaggio urbano di Toronto,[19] vuole anche essere una difesa del quartiere bohémien di Yorkville che alcuni benpensanti della metropoli canadese denigravano con accuse ai giovani anticonformisti lì residenti, e si distingue per il vivace ritmo di swing a confronto con i toni delicati ed elegiaci di gran parte dei brani che compongono l’album.[20] La vivacità è data, oltre che dal ritmo, anche dalla presenza al basso di Stephen Stills – che si trovava in un’altra sala degli studi di registrazione dei Sunset Studio con i Buffalo Springfield.[21] Il brano è caratterizzato dalla sovraincisione del pianoforte suonato dalla folksinger.[22]

- Marcie risente delle influenze di Leonard Cohen e in particolare del brano Suzanne, come ammette la stessa Mitchell.[23] Originariamente la composizione era intitolata Portrait in Red and Green o alternativamente Ballad in Red and Green e il cromatismo di quei titoli e  dei versi dà conto dell’inclinazione pittorica della cantautrice.[24] La protagonista della ballata è nella realtà un’abitante di Londra, ma la descrizione vuole rappresentare la stessa compositrice che, a suo dire, si identifica in tutte le canzoni dell’album.[25]

- Nathan La Franeer denunzia la disumanizzazione del paesaggio urbano[26] visto attraverso una corsa in taxi che percorre le vie di New York in direzione dell’aeroporto. La cupezza dei versi è accresciuta dalla lugubre sirena di una macchina della polizia, unica sovraincisione non musicale dell’album.[27]

- Sisotowbell Lane rappresenta la contrapposizione fra città e campagna e il desiderio da parte di una generazione di fare ritorno all’Eden,[28] e descrive un rifugio campestre senza soffermarsi sui particolari, a differenza dei testi dettagliati di altre canzoni; è strutturata con una progressione armonica semplice sui cui accordi la folksinger innesta strutture originali.[29] Come in altri casi di parole create dalla fantasia di Joni Mitchell, ‘Sisotowbell’ è un acronimo per “Somehow, in spite of troubles, ours will be ever lasting love”.[30]

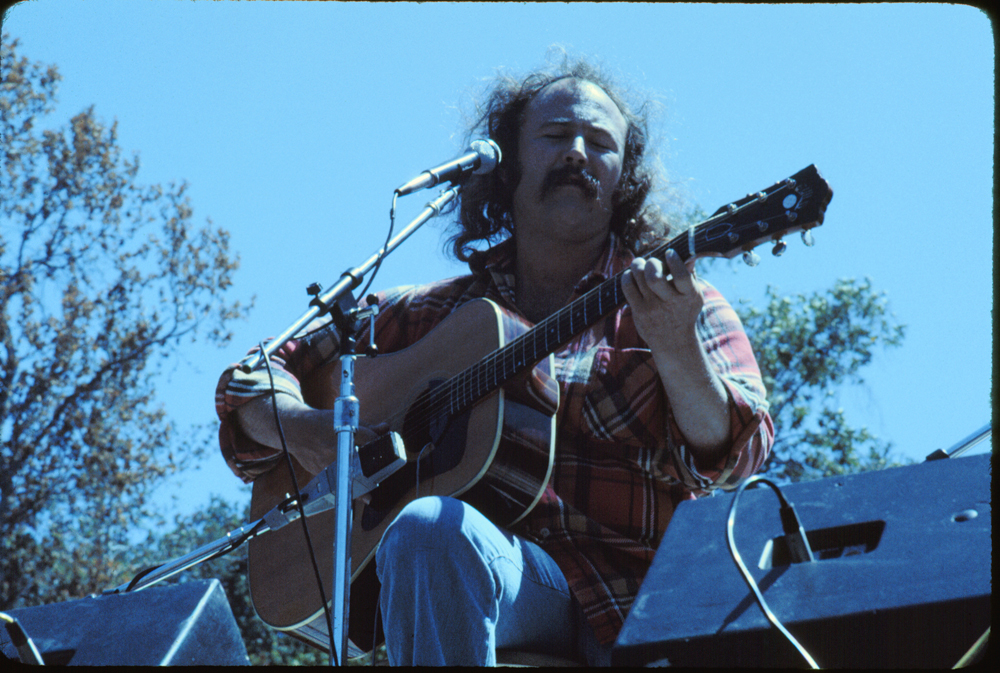
David Crosby, 1976

- The Dawntreader presenta una prestazione vocale di Joni Mitchell fra le più intime della sua carriera, un’esecuzione al tempo stesso trascendente come quella di una sirena e intima come quella di un amante.[31] I riferimenti testuali alla navigazione marina fanno associare il brano a David Crosby,[32] ma le rappresentazioni di sirene, tesori e delfini fanno pensare anche all’aspirazione della cantautrice ad avventurarsi per mare, che simbolicamente rappresenta desideri personali – amore e cambiamenti sociali – insieme ad altri rimasti inespressi.[33]

- The Pirate of Penance riprende dal brano precedente la tematica del mare.[34] Il soggetto è un rapporto a tre fra due donne e un uomo temerario – il pirata – che alla fine viene misteriosamente ucciso.[17] La voce narrante di una delle donne, Penance Crane, si incrocia con quella della danzatrice e il dialogo fra i due personaggi si sovrappone; per evidenziare la distinzione fra i due personaggi, Joni Mitchell interpreta la parte della danzatrice con una tonalità vocale bassa, come se parlasse da lontano.[35]

- Song to a Seagull è anch’essa autobiografica: nella sua vita cittadina Joni Mitchell si descrive vulnerabile, solitaria, sentendosi come Robinson Crusoe dopo un naufragio.[36] Inizialmente la narratrice saluta il gabbiano e nel ritornello si congiunge al volo dello stormo che fugge dall’incomprensione dell’uomo. Joni Mitchell si concentra in particolare sulla sfida alla legge di gravità e sulla sua scomparsa volando fuori dalla vista e superando i confini della propria esistenza mondana,[37] allontanandosi in tal modo da una società che spersonalizza e ritornando al proprio elemento naturale.[38]

- Cactus Tree venne composta dopo che Joni Mitchell aveva assistito al documentario Dont Look Back in cui il regista Donn Alan Pennebaker aveva ripreso Dylan nel suo tour britannico.[39] La cantautrice dedica la prima strofa a David Crosby, la seconda è rivolta a Michael Durbin e la terza è indirizzata all’ex marito Chuck Mitchell;[40] una rievocazione redatta in terza persona delle sue storie d’amore più profonde ripercorse con nostalgia ma con lo sguardo rivolto al futuro e alla propria indipendenza sentimentale,[41] tema che costituirà il filo conduttore di tutti i suoi album.[42]

## Tracce
Tutti i brani sono stati composti da Joni Mitchell

### Lato A:I Came to the City
1. I Had a King – 3:26
2. Michael from Mountains – 3:38
3. Night in the City – 3:35
4. Marcie – 4:35
5. Nathan La Franeer – 3:13

Durata totale: 18:27

### Lato B:Out Of the City and Down to the Seaside
1. Sisotowbell Lane – 4:00
2. The Dawntreader – 4:50
3. The Pirate of Penance – 2:40
4. Song to a Seagull – 3:50
5. Cactus Tree – 4:35

Durata totale: 19:55

## Musicisti
- Joni Mitchell - voce, pianoforte, chitarra, banshee
- Stephen Stills - basso
- Lee Keefer - banshee

Note aggiuntive'
- David Crosby - produttore
- Registrato al Sunset Sound Studio 3 di Hollywood, California[43] nel 1967
- Art Cryst - ingegnere della registrazione